# 佐藤秀哉
佐藤 秀哉（さとう ひでや、1963年5月21日 - ）は、日本の実業家。株式会社テラスカイ創業者・代表取締役社長。

## 人物・来歴
新潟県新井市（現・妙高市）生まれ。1982年新潟県立高田高等学校卒業。東京都の予備校での大学受験浪人生活を経て、1987年東京理科大学理工学部情報科学科卒業、日本アイ・ビー・エム入社。2000年セールス・オフィサー賞受賞。
母親が複数の手芸店を運営する経営者だった影響で起業を考えていたところ、日本アイ・ビー・エムの先輩から誘いを受け、経営の勉強のため2001年にセールスフォース・ドットコム（現・セールスフォース）日本法人に入社して設立に参画した。同社執行役営業統括本部長を経て、2005年ザ・ヘッド代表取締役社長に就任。
2006年マネジメント・バイアウトによりザ・ヘッドから独立してヘッド・ソリューションを設立し、同社代表取締役社長に就任。2007年にはテラスカイに社名を変更し、2015年に東京証券取引所マザーズに上場させ、2018年には東京証券取引所一部に上場を果たした。